# Подвійне ліцензування
Подві́йне ліцензува́ння — бізнес-модель для вільного програмного забезпечення, заснована на реалізації його під двома ліцензіями. Іноді програмне забезпечення випускають під трьома і більше ліцензіями — в цьому випадку коректнішими є терміни потрійне ліцензування та мультиліцензування.
Часто одна з ліцензій — пропрієтарна, що забезпечує можливість створення власницьких застосунків на основі цього, а друга — вільна, що вимагає, наприклад, щоб будь-який застосунок, заснований на даному, випускався під такою ж ліцензією. Власник авторських прав на ПЗ в такому разі випускає вільну версію безкоштовно, а за власницьку версію отримує ліцензійні відрахування.
Оскільки в більшості випадків власник авторського права може змінювати умови ліцензій, подвійне ліцензування часто використовують компанії, що мають ексклюзивний контроль над ПЗ. Інша причина подвійного ліцензування — можливість використовувати спільно код у вільному ПЗ з різними вільними ліцензіями або надавати користувачам вибір кращої з ліцензій (зменшуючи вплив розмаїття ліцензій).

## Докладне пояснення
Подвійне ліцензування використовують деякі власники авторських прав на вільне ПЗ, щоб показати готовність поширювати його, використовуючи і копілефт-ліцензію, й іншу ліцензію. Остання пропонує користувачам власницьке ПЗ або надає сирцевий код без умови про випуск ПЗ під вільною ліцензією.

### Приклади вільного ПЗ з подвійним ліцензуванням
- Asterisk PBX
- Berkeley DB — Sleepycat Software[en]
- CodeSynthesis XSD[en] — Code Synthesis[en]
- Db4o
- EiffelStudio[en] — Eiffel Software
- eXo Platform
- Internet Communications Engine[en]
- Mono
- Mozilla Application Suite — Mozilla Foundation
- MySQL — MySQL AB
- Perl
- Qt — Qt Project[en], Digia[ru]
- Sendmail
- sipX — Pingtel

## Сумісність ліцензій
Інша причина використання мультиліцензування безкоштовного програмного забезпечення полягає в сумісності ліцензій, що дозволяє поєднувати код з різних ліцензованих проектів вільного програмного забезпечення або надавати користувачам можливість вибору ліцензії.
Наприклад, для вихідного коду Mozilla Application Suite і раніше Mozilla Thunderbird і Mozilla Firefox використовували потрійне ліцензування відповідно до Mozilla Public License (MPL) 1.1, GNU General Public License (GPL) 2.0 або GNU Lesser General Public License (LGPL) 2.1, перш ніж останній перейшов на сумісну з GPL MPL 2.0, що зробило потрійне ліцензування непотрібним. Інші приклади - Perl, котрий має подвійну ліцензію за GPL або Artistic License, та Ruby, ліцензія якого містить явне подвійне ліцензування GPL.

## У власницькому ПЗ
Подвійне ліцензування також може використовуватись у власницькому ПЗ для поділу ринку. Поділ людей на категорії, наприклад, домашніх користувачів, фахових користувачів, учнів, дозволяє власнику авторських прав надавати ПЗ за різною ціною для різних груп. Однак розробники власницького програмного забезпечення частіше випускають "домашнє видання" та "професійне видання" продукту, які відрізняються складом та функціональними можливостями, а не лише ліцензією.